# دشتي (بارسيان)
دشتي هي مدينة في جنوب مدينة بارسيان المعروفة سابقاً بـ "الكابنديه" أو "القابندية" ضمن محافظة هرمزجان، في جنوب إيران. تحولت هذه المدينة من قرية إلى مدينة منذ عام 1970.
تقع هذه المدينة على بعد 4 كيلومترات جنوب بارسيان وعلى بعد كيلومترين شمال جبل شاهينكوه، ويتحدث سكانها اللغة الفارسية الوسطى.

## السكان
يبلغ عدد سكانها حوالي 5000 شخص و 920 أسرة، وجميعهم من أهل السنة من المُتبعين لمذهب الإمام الشافعي ويتحدثون الفارسية الوسطى، كما أن مُعظم سُكانها هُم من الفُرس وقليلاً من العَرَب.

## المعيشة
يعمل سكان المدينة بشكل رئيسي في التعليم وصيد الأسماك وتربية الحيوانات والزراعة، بينما يذهب آخرون منها إلى دول الخليج العربي للعمل.

## آثار
يوجد قرابة 100 بيت قديم مبني من الحجر والقش، وكانت هناك آثار لقلعة كبيرة في جنوب البلاد حيث كانت مقر شيخ من آل مذكور ممن سيطروا على البحرين في بعض الفترات، إلا أنه تدمَّر بسبب إهمال المسؤولين.

## الزراعة
توجد في هذه المدينة حقول نخيل وبساتين شاسعة. مياهه الجوفية حلوة ومحاصيل زراعية مثل الطماطم والشعير والقمح. كما يوجد بها أكثر من 600 نخلة جافة حيث يتم الحصول على ثمارها من التمور المختلفة.
المواقع السياحية
حديقة سفوح
شواطئ "داستير" الصخرية والرملية البكر، وهي مكان تعشيش السلاحف، وادي هامبانغ ، وادي نيسودو ، الذي يحتوي على آثار من الفترة البارثية، والحدائق المحلية.
مشاريع قيد الإنشاء
- متحف أنثروبولوجيا

- ملعب كرة قدم من العشب الطبيعي

- أجهزة تنقية المياه الصناعية (الحضرية)